# Sturmhaubitze 42
Die Sturmhaubitze 42 (kurz StuH 42) war ein Sturmgeschütz, das während des Zweiten Weltkrieges von der Wehrmacht eingesetzt wurde.

## Geschichte
Die StuH 42 wurde nötig, da das Sturmgeschütz III (kurz StuG III) immer mehr von der Infanterieunterstützung zur Panzerbekämpfung abgezogen wurde. Außerdem reichte die Spreng- und Splitterwirkung der 7,5-cm-Sturmkanone des StuG III nicht aus.
Als Entwurfsbasis diente eine modifizierte Version des StuG III Ausf. E mit der 10,5-cm-Sturmhaubitze 42, die aus der 10,5-cm-leichten Feldhaubitze 18 entwickelt wurde.
Im Verlauf des Jahres 1942 wurden der Prototyp und 17 weitere instandgesetzte Fahrzeuge mit der StuH 42 ausgerüstet. Ab September 1944 entfiel die Mündungsbremse.
Die StuH 42 bewährte sich in ihrer Funktion als Infanterieunterstützungswaffe gut; sie hatte jedoch nur sehr beschränkte Möglichkeiten, feindliche Kampfpanzer zu zerstören, da ihre Durchschlagsleistung und -wirkung mäßig waren und sie eine relativ langsame Feuerrate hatte.
Von 1942 bis zum Kriegsende produzierten die Altmärkischen Kettenwerke (Alkett) etwa 1317 Sturmhaubitzen.

## Munition
Die Munition musste, wie bei Haubitzen üblich, getrennt geladen werden; das heißt erst das Geschoss und danach die Kartusche mit der Treibladung. Dadurch reduzierte sich die Feuerrate auf drei bis fünf Schuss/min. Die Höchstschussweite, die aber in der Praxis im direkten Anrichten keine Rolle spielte, betrug 5.400 Meter. Normalerweise waren Ziele auf dem Gefechtsfeld nicht weiter als 2.000 Meter entfernt.
Gegenüber dem StuG III konnte die StuH 42 mit ihrer Kanone eine wesentlich größere Menge Sprengstoff an den Gegner bringen. Die 10,5-cm-Feldhaubitzengranate wog 15,55 kg (1,4 bis 1,75 kg Sprengstoff), während die 7,5-cm-Sprenggranate 40 nur 5,74 kg (0,68 kg Sprengstoff) wog. Wirksame Splitter flogen bis zu 35 Meter zu den Seiten und 10 Meter nach vorn.
In einem Kampfsatz der StuH 42 befanden sich neben 26 Sprenggranaten auch 10 Hohlladungsgeschosse HL/B oder HL/C zur Panzerabwehr. Mit diesen konnte unabhängig von der Entfernung je nach Modell 90 bzw. 100 mm Panzerstahl durchschlagen werden.

## Einsatz
Gemäß Kriegstärkenachweis 446a vom 1. November 1942 wurden die StuH 42 in die vorhandenen Sturmgeschützbatterien eingegliedert. Meist wurde je Batterie ein Zug mit vier StuH 42 ausgerüstet.

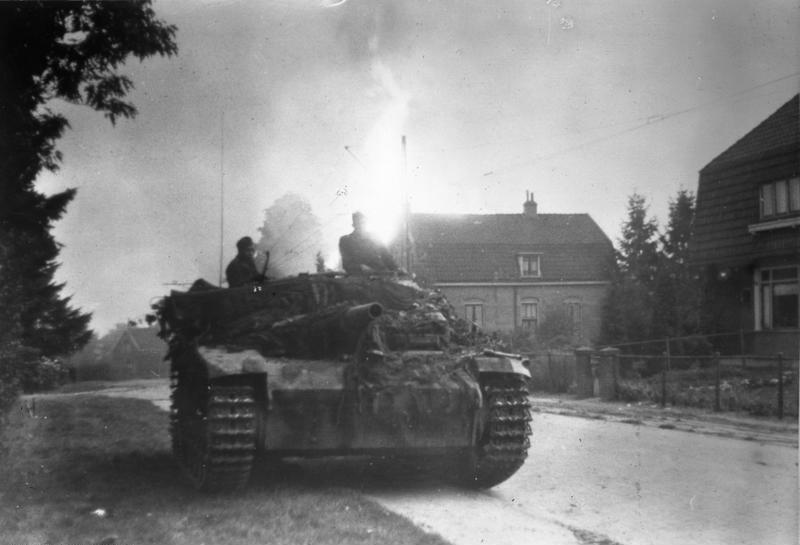
StuH 42 (ohne Mündungsbremse), während der Kämpfe um Arnheim.
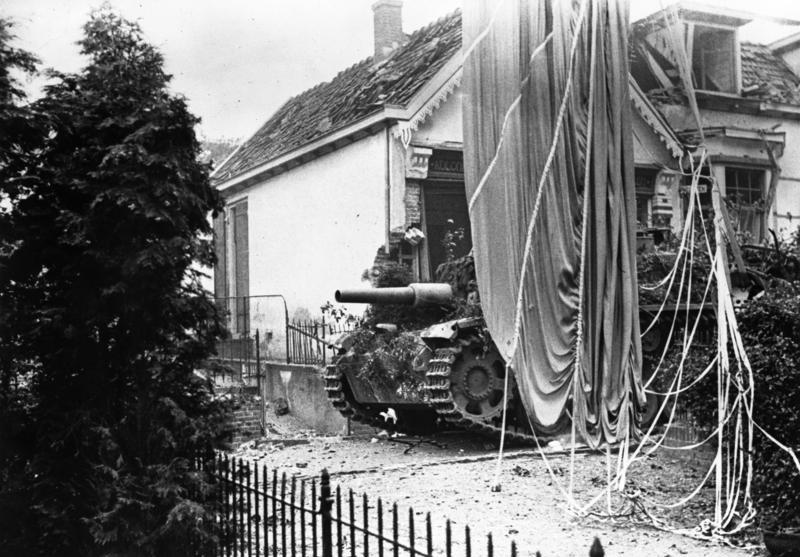
StuH 42 (ohne Mündungsbremse) in Bereitstellung, 1944 in Arnheim (Niederlande).

## Weblinks

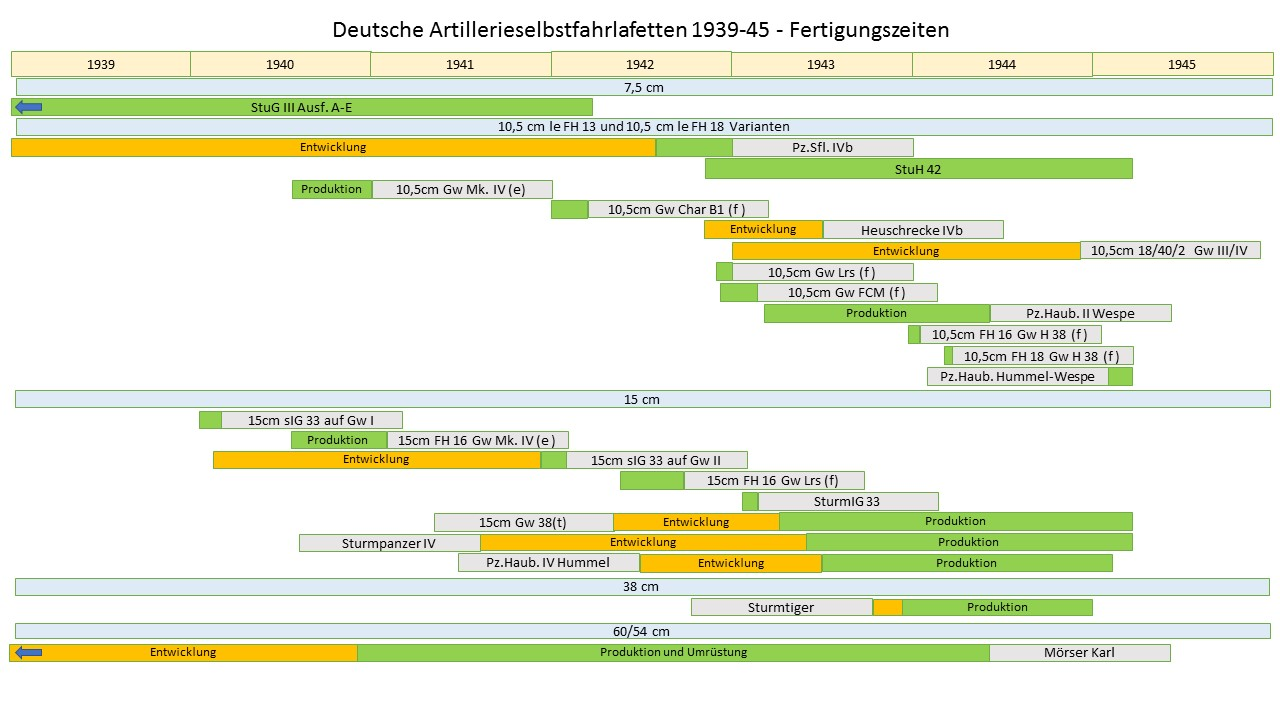